# Shoppers Drug Mart

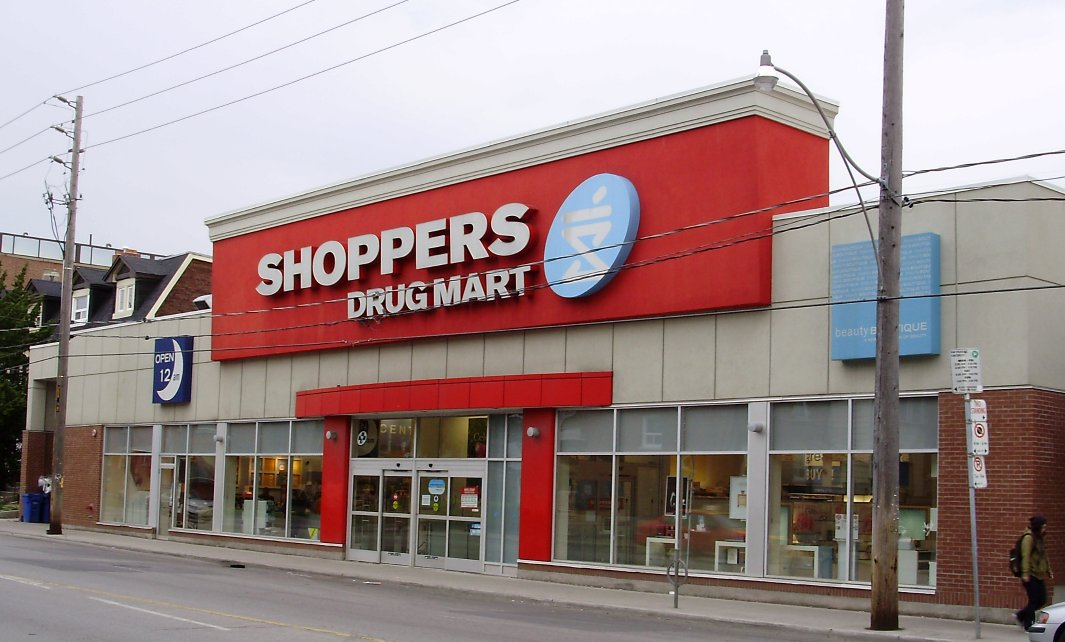
Shoppers Drug Mart Geschäft an der Dupont Street in Toronto, Ontario.

Shoppers Drug Mart Corp., in Quebec Pharmaprix genannt, ist eine kanadische Apotheken- und Drogeriemarktkette. Der Sitz der Firmenzentrale ist in Toronto.
Außer Arzneimitteln, Drogerieartikeln, medizinischen Geräten und Hilfsmitteln bietet Shoppers Drug Mart auch Dienstleistungen im Bereich Home-Care an.
Gegründet wurde das Unternehmen 1962 von Murray Koffler. 1983 veräußerte Koffler das Shoppers Drug Mart an das kanadische Unternehmen Imasco. 2000 wurde das Unternehmen an ein Konsortium von Investmentgesellschaften (darunter Kohlberg Kravis Roberts & Co. (KKR) und Bain Capital) veräußert. 2013 übernahm Loblaw Companies das Unternehmen für umgerechnet etwa 9,1 Milliarden Euro. Das Unternehmen war zeitweise im Aktienindex S&P/TSX 60 an der Toronto Stock Exchange gelistet.